# Rivula oenipontana
Rivula oenipontana är en fjärilsart som beskrevs av Hellw. Rivula oenipontana ingår i släktet Rivula och familjen nattflyn. Inga underarter finns listade.